# Bạc permanganat
Bạc pemanganat là một hợp chất vô cơ có công thức hóa học AgMnO4. Nó là một tinh thể màu xám tím thuộc hệ thống tinh thể đơn nghiêng. Nó bị phân hủy khi đun nóng hoặc với nước ở nhiệt độ cao, và nếu đun nóng đến nhiệt độ cao có thể dẫn đến nổ. Hợp chất này được sử dụng trong mặt nạ khí.

## Sản xuất
Nó có thể được sản xuất thông qua phản ứng của bạc nitrat và kali pemanganat:
AgNO3 + KMnO4 → AgMnO4 + KNO3

## Hợp chất khác
AgMnO4 còn tạo một số hợp chất với NH3, như AgMnO4·2NH3 là tinh thể tím hay AgMnO4·3NH3 là chất rắn tím.